# Norbornane
Le norbornane est un hydrocarbure bicyclique ponté de formule C7H12. Son nom dérive du bornane (1,7,7-triméthyl[2.2.1]heptane) (camphane), le préfixe « nor » (en) indique l'absence des trois groupes méthyle.
Ce composé saturé peut être synthétisé par l'hydrogénation des composés apparentés norbornène (norbornylène ou norcamphène) et norbornadiène.